# Оксид иттербия(II)
Оксид иттербия(II) — бинарное неорганическое соединение
иттербия и кислорода с формулой YbO,
кристаллы.

## Получение
- Восстановление оксида иттербия(III) избытком металлического иттербия в вакууме:

{\displaystyle {\mathsf {Yb_{2}O_{3}+Yb\ {\xrightarrow {1200-2000^{o}C}}\ 3YbO}}}

## Физические свойства
Оксид иттербия(II) образует кристаллы
кубической сингонии,
пространственная группа F m3m,
параметры ячейки a = 0,486 нм, Z = 4.